# Хемингфорд (Небраска)
Хемингфорд (енгл. Hemingford) град је у америчкој савезној држави Небраска.

## Демографија
По попису из 2010. године број становника је 803, што је 190 (-19,1%) становника мање него 2000. године.
| Група             | 2000.       | 2010.       |
| Белци             | 900 (90,6%) | 748 (93,2%) |
| Афроамериканци    | 0 (0,0%)    | 3 (0,4%)    |
| Азијати           | 0 (0,0%)    | 0 (0,0%)    |
| Хиспаноамериканци | 68 (6,8%)   | 37 (4,6%)   |
| Укупно            | 993         | 803         |